# Dark Lunacy
Dark Lunacy — итальянская группа, играющая в стиле мелодичный дэт-метал. Уникальный стиль группы описывается самими музыкантами как «Dramatic Death Metal». Группа известна тем, что её тексты посвящены русской и советской культуре.

## История
Группа была основана в 1997 году вокалистом Mike и гитаристом Enomys. Только в 1999 году с приходом барабанщика Baijkal и басиста Harpad команда стала полной и через год выпустила первый официальный альбом, Devoid. В 2001 году басист Harpad покинул команду и его место занял Imer. В 2003 году группа выпустила второй альбом, Forget Me Not. В июне 2006 года Baijkal и Imer покинули группу по личным причинам, но перед этим участвовали в записи и выпуске нового альбома, The Diarist. Новые участники, Mary Ann (бас-гитара) и Mathias (ударные) вошли в состав команды в августе 2006 года.
В 2007 году в группу вернулись Imer и Baijkal, а Mathias ушёл. В апреле 2008 года группа впервые посетила Россию, приняв участие в метал-фестивале, посвященному 10-летию проекта Darkside.ru и выступив в Москве и Санкт-Петербурге.

## Манера исполнения
Группа исполняет музыку в стиле дэт-метал, однако наполненную куда большей мелодикой, чем обычный дэт. Отличительной особенностью данной группы является то, что их музыка полна драматизма, навеваемого скрипичными партиями и использованием героического русского фольклора. Вернее, не русского, а скорее советского. Имеют место семплы песни «Полюшко-поле» на русском языке в песне «Forlorn», также «Прощание славянки» в песне «Motherland» и семплы песни «Дубинушка» в «Aurora». Зачастую семплы (в основном припев) старых советских песен накладываются на мощный спид-метал. Также много классических влияний, в записи альбомов принял участие струнный квартет, задействован женский хор, и всё это сопровождается энергично-мелодичной тяжёлой музыкой. Песня «On Memoryґs White Sleigh» же была спета Майком на русском языке.

### Эмоциональная сторона исполнения
Тексты и мелодии группы весьма драматичны и печальны, чётко прослеживается тематика Второй мировой войны, Первой мировой и революции (так, песня «Aurora» повествует о Ледовом походе 1918 года), также драматизм подчёркивается струнными и духовыми партиями и женским вокалом.

## Состав

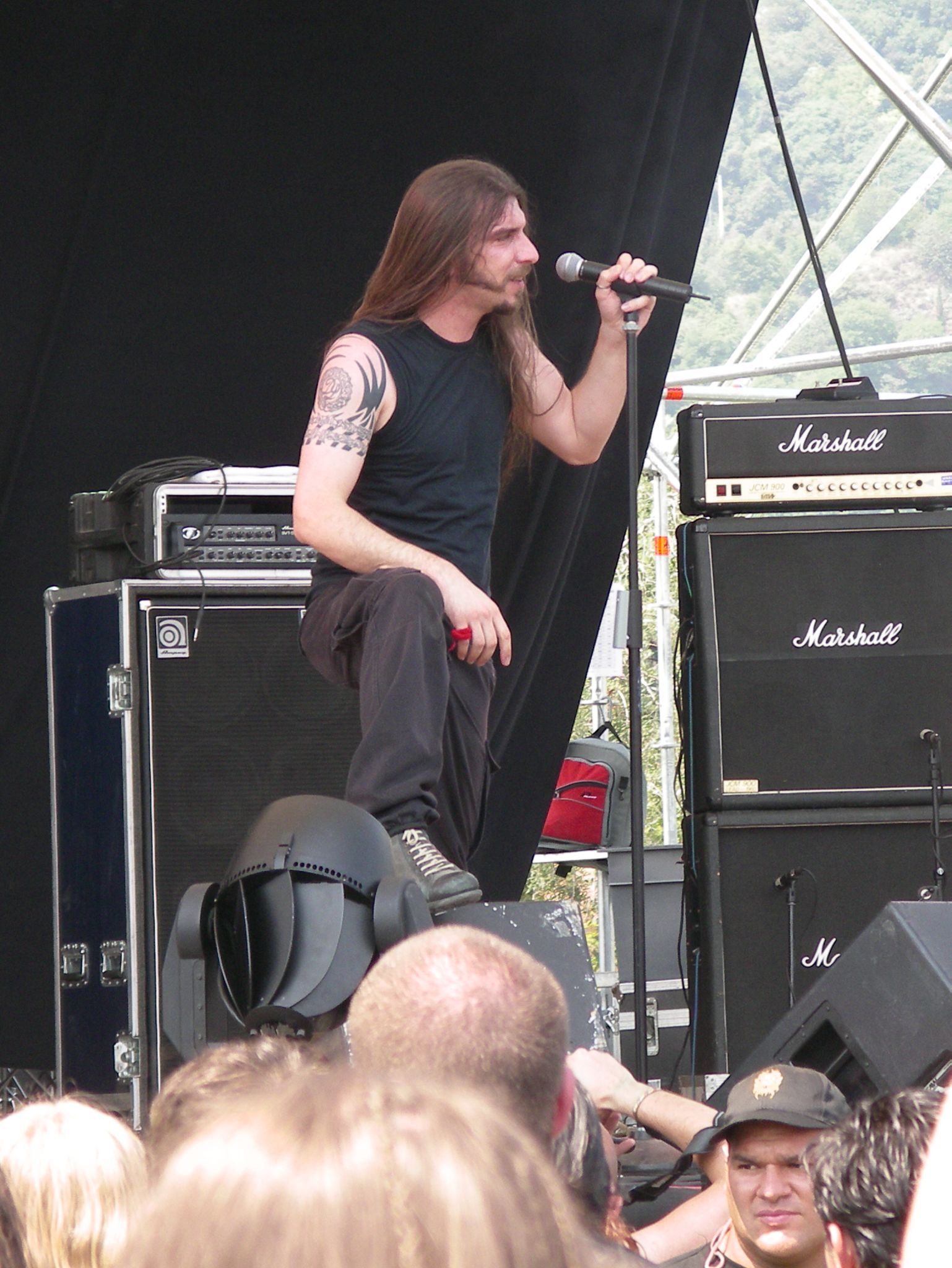
Единственный бессменный участник, вокалист Mike Lunacy, на выступлении 2005 года

- Mike Lunacy (Микеле Белли) — вокал
- Dan — гитара
- Alex — ударные
- Jack — бас-гитара

## Дискография
Студийные альбомы
- 2000 — Devoid
- 2003 — Forget Me Not
- 2006 — The Diarist
- 2010 — Weaver of Forgotten
- 2014 — The Day of Victory
- 2016 — The Rain After the Snow

Другие релизы
- 1998 — Silent Storm (мини-альбом)
- 1999 — Serenity (демо)
- 2002 — Twice (сплит-альбом с Infernal Poetry)
- 2013 — Live in Mexico City